# Microrégion d'Almeirim

Localisation de la microrégion d'Almeirim

La microrégion d'Almeirim est une des vingt-deux microrégions de l'État du Pará et appartient à la mésorégion du Bas Amazonas. Elle occupe une aire de 90.383,150 km² pour une population de 64.228 habitants (IBGE 2006). Elle est divisée en deux municipalités. Son IDH est de 0,701 (PNUD/2000)

## Municipalités[1]
- Almeirim
- Porto de Moz

## Microrégions limitrophes
- Altamira
- Óbidos
- Portel
- Santarém
- Mazagão (Amapá)